# 大分県の灯台一覧
大分県の灯台一覧（おおいたけんのとうだいいちらん）は、大分県にある灯台及び照射灯、灯標などの光波標識の一覧である。

## 灯台
- トオドオ鼻灯台 大分県佐伯市（トオドオ鼻）
- 臼石鼻灯台 大分県杵築市（臼石鼻）
- 沖黒島灯台 大分県佐伯市（沖黒島）
- 下ノ江港灯台 大分県臼杵市（下ノ江）
- 海獺碆灯台 大分県大分市（海獺碆）
- 蒲江港灯台 大分県佐伯市（雀研鼻）
- 関埼灯台 大分県大分市（関埼）
- 香々地灯台 大分県豊後高田市（長崎鼻）
- 高甲岩灯台 大分県津久見市（高甲岩）
- 松切鼻灯台 大分県佐伯市（松切鼻）
- 深島灯台 大分県佐伯市（深島）
- 水ノ子島灯台 大分県佐伯市（水ノ子島）
- 竹ケ島灯台 大分県佐伯市（竹ケ島）
- 鶴御埼灯台 大分県佐伯市（鶴御埼）
- 楠屋埼灯台 大分県津久見市（楠屋埼）
- 琵琶埼灯台 大分県国東市（琵琶埼）
- 姫島灯台 大分県東国東郡姫島村（姫島東端）

## 防波堤灯台
- 臼杵漁港北防波堤灯台 大分県臼杵港（臼杵漁港北防波堤外端）
- 臼杵港導流堤灯台 大分県臼杵港（臼杵港導流堤外端）
- 臼杵港防波堤灯台 大分県臼杵港（防波堤外端）
- 屋形島洲ノ鼻消波堤灯台 大分県佐伯市（屋形島洲ノ鼻消波堤外端）
- 加貫港南防波堤灯台 大分県杵築市（加貫港南防波堤外端）
- 梶寄港北防波堤灯台 大分県佐伯市（梶寄港北防波堤外端）
- 蒲江港防波堤灯台 大分県蒲江港（防波堤外端）
- 丸市尾港防波堤灯台 大分県佐伯市（丸市尾港防波堤外端）
- 香々地港北防波堤灯台 大分県豊後高田市（香々地港北防波堤外端）
- 国東港古市C防波堤東灯台 大分県国東市（国東港古市C防波堤南東端）
- 国東港古町沖防波堤灯台 大分県国東市（国東港古町沖防波堤外端）
- 国東港田深沖防波堤東灯台 大分県国東港（田深沖防波堤東端）
- 国東港田深沖防波堤灯台 大分県国東港（田深沖防波堤東端）
- 国東港南防波堤灯台 大分県国東港（南防波堤外端）
- 国東港富来浦北防波堤灯台 大分県国東市（国東港富来浦北防波堤外端）
- 佐賀関漁港幸の浦南防波堤灯台 大分県大分市（佐賀関漁港幸の浦南防波堤外端）
- 佐賀関漁港田中東防波堤灯台 大分県大分市（佐賀関漁港田中東防波堤外端）
- 佐賀関港西防波堤灯台 大分県佐賀関港（西防波堤外端）
- 佐志生港尾本A防波堤灯台 大分県臼杵市（佐志生港尾本A防波堤外端）
- 佐伯港中防波堤西灯台 大分県佐伯港（中防波堤西端）
- 佐伯港中防波堤東灯台 大分県佐伯港（中防波堤東端）
- 佐伯港東防波堤灯台 大分県佐伯港（東防波堤外端）
- 佐伯港本港北防波堤灯台 大分県佐伯港（本港北防波堤外端）
- 四浦港深良津防波堤灯台 大分県津久見市（四浦港深良津防波堤外端）
- 四浦港落ノ浦防波堤灯台 大分県津久見市（四浦港落ノ浦防波堤外端）
- 小黒港東防波堤灯台 大分県大分市（小黒港東防波堤外端）
- 小祝港北防砂堤灯台 大分県中津港（小祝港北砂波堤外端）
- 小祝港北防波堤灯台 大分県中津港（小祝港北防波堤外端）
- 松浦港沖松浦沖防波堤灯台 大分県佐伯市（松浦港沖松浦沖防波堤外端）
- 松浦港地松浦防波堤灯台 大分県佐伯市（松浦港地松浦防波堤外端）
- 色宮港関網防波堤灯台 大分県佐伯市（色宮港関網防波堤外端）
- 色宮港宮ノ下北防波堤灯台 大分県佐伯市（色宮港宮ノ下北防波堤外端）
- 神崎港防波堤灯台 大分県大分市（神崎港防波堤外端）
- 赤江港1号防波堤灯台 大分県津久見市（赤江港1号防波堤外端）
- 浅海井港久保沖防波堤灯台 大分県佐伯市（浅海井港久保沖防波堤外端）
- 大分港液化ガス備蓄防波堤灯台 大分県大分港（大分港日吉原泊地東防波堤灯台の東南東方約860メートル）
- 大分港乙津西防波堤灯台 大分県大分港（乙津西防波堤外端）
- 大分港乙津東防波堤灯台 大分県大分港（乙津東防波堤外端）
- 大分港住吉西防波堤灯台 大分県大分港（住吉西防波堤外端）
- 大分港住吉東防波堤灯台 大分県大分港（住吉東防波堤外端）
- 大分港西大分地区西防波堤灯台 大分県大分港（西大分地区西防波堤外端）
- 大分港西大分地区東防波堤灯台 大分県大分港（西大分地区東防波堤外端）
- 大分港大在西地区中防波堤東灯台 大分県大分港（大在西地区中防波堤東端）
- 大分港大在泊地中防波堤西灯台 大分県大分港（大在泊地中防波堤西端）
- 大分港鶴崎西防波堤灯台 大分県大分港（鶴崎西防波堤外端）
- 大分港鶴崎東防波堤灯台 大分県大分港（鶴崎東防波堤外端）
- 大分港日吉原泊地東防波堤灯台 大分県大分港（日吉原泊地東防波堤外端）
- 大分港日吉原泊地北防波堤灯台 大分県大分港（日吉原泊地北防波堤北端）
- 大分港日吉原泊地北防波堤北灯台 大分県大分港（日吉原泊地北防波堤北端）
- 竹田津港北防波堤灯台 大分県竹田津港（北防波堤外端）
- 中津港北防波堤灯台 大分県中津港（北防波堤東端）
- 長目港伊崎防波堤灯台 大分県津久見市（長目港伊崎防波堤外端）
- 津久見港西防波堤西灯台 大分県津久見港（西防波堤西端）
- 津久見港千怒A防波堤灯台 大分県津久見港（千怒A防波堤外端）
- 日代港日見北防波堤灯台 大分県津久見市（日代港日見北防波堤外端）
- 入津港浜村防波堤灯台 大分県佐伯市（入津港浜村防波堤外端）
- 姫島港A防波堤西灯台 大分県東国東郡姫島村（姫島港A防波堤外端）
- 姫島港東防波堤灯台 大分県東国東郡姫島村（姫島港東防波堤外端）
- 姫島西浦港西防波堤灯台 大分県東国東郡姫島村（姫島港A防波堤外端）
- 姫島東浦港4号金防波堤灯台 大分県東国東郡姫島村（姫島東浦港4号金防波堤外端）
- 姫島北浦港南防波堤灯台 大分県東国東郡姫島村（北浦港南防波堤外端）
- 姫島北浦港北沖防波堤灯台 大分県東国東郡姫島村（北浦港北沖防波堤外端）
- 別府観光港沖防波堤南灯台 大分県別府港（沖防波堤南端）
- 別府観光港沖防波堤北灯台 大分県別府港（観光港沖防波堤北端）
- 別府観光港東防波堤灯台 大分県別府港（観光港東防波堤外端）
- 別府港亀川東防波堤灯台 大分県別府港（亀川東防波堤外端）
- 別府港日出松ケ鼻2号防波堤灯台 大分県別府港（日出港松ケ鼻2号防波堤外端）
- 保戸島港2目東防波堤灯台 大分県津久見市（保戸島港2目東防波堤外端）
- 保戸島港西防波堤灯台 大分県津久見市（保戸島港西防波堤外端）
- 保戸島港大ばそ防波堤灯台 大分県津久見市（保戸島港大ばそ防波堤外端）
- 保戸島港防波堤灯台 大分県津久見市（保戸島港防波堤外端）
- 豊後高田港導流堤灯台 大分県豊後高田市（高田港導流堤外端）
- 豊後大島港西防波堤灯台 大分県佐伯市（大島港西防波堤外端）
- 豊後大島港船隠防波堤灯台 大分県佐伯市（大島港船隠防波堤外端）
- 豊前今津港防波堤灯台 大分県中津市（今津港防波堤外端）
- 豊前長洲港導流堤灯台 大分県宇佐市（長洲港導流堤外端）

## 照射灯
- 元ケ鼻中瀬照射灯 大分県佐伯市（元ケ鼻）
- 太郎岩照射灯 大分県国東市（琵琶埼灯台の東方約1.7キロメートル）

## 灯標
- 元ノ間灯標 大分県佐伯市（立花鼻の南南西方約400メートル）
- 今津灯標 中津港北防波堤灯台（大分県中津市）の南東方約2.9キロメートル
- 守江港灯標 大分県杵築市（住吉浜西端）
- 中津港灯標 中津港内（中津港北防波堤灯台の西北西方約5.7キロメートル）
- 津久見白石灯標 大分県津久見市（白石）
- 豊後平瀬灯標 大分県大分市（平瀬）

## 灯浮標
- ソコ碆灯浮標 地ノ鼻（大分県佐伯市）の南南西方約500メートル
- 安岐埼沖灯浮標 臼石鼻灯台（大分県杵築市）の北北東約8.0キロメートル
- 伊予灘航路第1号灯浮標 姫島灯台（大分県東国東郡姫島村）の東方約12キロメートル
- 伊予灘西航路第1号灯浮標 臼石鼻灯台（大分県杵築市）の東北東方約19キロメートル
- 伊予灘西航路第2号灯浮標 臼石鼻灯台（大分県杵築市）の北東方約20キロメートル
- 伊予灘西航路第3号灯浮標 姫島灯台（大分県東国東郡姫島村）の南東方約14キロメートル
- 伊予灘西航路第4号灯浮標 姫島灯台（大分県東国東郡姫島村）の東南東方約4.6キロメートル
- 佐賀関北方航路灯浮標 関埼灯台（大分県大分市）の西方約4.0キロメートル
- 佐伯湾泊地灯浮標 大分県佐伯港（トオドオ鼻灯台の南東方約700メートル）
- 周防灘航路第3号灯浮標 姫島灯台（大分県東国東郡姫島村）の西北西方約21キロメートル
- 周防灘航路第4号灯浮標 姫島灯台（大分県東国東郡姫島村）の西北西方約12キロメートル
- 周防灘航路第5号灯浮標 姫島灯台（大分県東国東郡姫島村）の北北西方約4.8キロメートル
- 周防灘航路第6号灯浮標 姫島灯台（大分県東国東郡姫島村）の北東方約5.3キロメートル
- 西ノ瀬灯浮標 竹ケ島灯台（大分県佐伯市）の南南西方約1.3キロメートル
- 大分港液化ガス備蓄第1号灯浮標 大分県大分港内（大分港日吉原泊地東防波堤灯台の東北東方約930メートル）
- 中津港第1号灯浮標 大分県中津港内（中津港北防波堤灯台の北東方約1.2キロメートル）
- 中津港第2号灯浮標 大分県中津港内（中津港北防波堤灯台の北東方約1.2キロメートル）
- 長瀬灯浮標 国東港古町沖防波堤灯台（大分県国東市）の東方約4.1キロメートル
- 津久見黒石灯浮標 津久見白石灯標（大分県津久見市）の西方約3.1キロメートル
- 蔦島灯浮標 蔦島（大分県大分市）の南方約400メートル
- 入津灯浮標 赤碆鼻（大分県佐伯市）の南西方約1.6キロメートル
- 備前碆灯浮標 大戻シ鼻（大分県佐伯市）の南西方約400メートル
- 豊後大瀬灯浮標 国東港南防波堤灯台（大分県国東市）の東方約1.6キロメートル

## 浮標灯
- 保戸島海洋牧場実験浮標灯 保戸島港防波堤灯台（大分県津久見市）の北西方約350メートル

## シーバース灯
- 大分港LNGシーバース灯 大分県大分港（大分港鶴崎防波堤灯台の東方約2.9キロメートル）
- 大分港液化ガス備蓄外航シーバース灯 大分県大分港内（大分港日吉原泊地東防波堤灯台の東方約480メートル）
- 大分港液化ガス備蓄内航シーバース灯 大分県大分港内（大分港日吉原泊地東防波堤灯台の南東方約990メートル）
- 大分港九州石油1号シーバース灯 大分県大分港（大分港鶴崎東防波堤灯台の東方約1.0キロメートル）
- 大分港昭電シーバース灯 大分県大分港（大分港鶴崎西防波堤灯台の西北西方約540メートル）
- 大分港日本製鉄主原料シーバース灯 大分県大分港（大分港鶴崎西防波堤灯台の西方約4.2キロメートル）
- 大分港日本製鉄重油シーバース灯 大分県大分港（大分港鶴崎西防波堤灯台の西南西方約1.6キロメートル）

## 無線方位信号所
- 水ノ子島無線方位信号所 大分県佐伯市（水ノ子島灯台） - 2016年9月30日廃止[1]
- 姫島無線方位信号所 大分県東国東郡姫島村（姫島灯台）

## その他
- 大分港液化ガス備蓄指向灯 大分県大分港（大分港日吉原泊地東防波堤灯台の東南東方約390メートル）
- 大分港日本製鉄主原料バース指向灯 大分県大分港（主原料バース桟橋中央）
- 保戸島海洋牧場施設灯 保戸島港防波堤灯台（大分県津久見市）の北西方約350メートル）